# Pacific (Metro de Los Ángeles)
Pacific es una estación en la línea A del Metro de Los Ángeles y es administrada por la Autoridad de Transporte Metropolitano del Condado de Los Ángeles. Se encuentra localizada en Long Beach (California) entre Pacific Avenue y 4th Street.